# Agkistrodon taylori
El cantil de Taylor (Agkistrodon taylori,) también conocida como el mocasín mexicano, es una serpiente de la familia Viperidae.
Es de color café chocolate, rojiza o casi negra con bandas transversas alternando con bandas claras de pigmento blanco, amarillo o naranja. Algunos son casi negro sólido con motas  de amarillo o blanco. 
Hay dos líneas claras distintas en la cara, una corre desde el hocico a lo largo de la parte superior del canto a través del ojo hasta el fondo de la mandíbula, y otra corre desde el hocico a lo largo de los labios superiores durante todo el largo de la boca. Las serpientes jóvenes tienen un diseño más distintivo y tienen la característica cola amarilla brillante de las crías de todas las especies de Agkistrodon. Puede alcanzar una longitud de un metro, 3 pies.
Tiene un rango restringido en el noreste de México que incluye la mitad sur de Tamaulipas y pequeñas porciones de los estados de Nuevo León, San Luis PotosÍ, Veracruz e Hidalgo. Los pastizales de mezquite, el bosque de tronos y el bosque tropical caducifolio se enumeran como hábitats. Aparentemente, esta especie muestra un gusto por los hábitats más secos y de tierras altas.